# Roquefixade
Roquefixade – miejscowość i gmina we Francji, w regionie Oksytania, w departamencie Ariège.
Według danych na rok 2010 gminę zamieszkiwało 155 osób, a gęstość zaludnienia wynosiła 12 osób/km².